# Рибейран-Корренти
Рибейран-Корренти (порт. Ribeirão Corrente)  —  муниципалитет в Бразилии, входит в штат Сан-Паулу. Составная часть мезорегиона Рибейран-Прету. Входит в экономико-статистический  микрорегион Франка. Население составляет 4363 человека на 2006 год. Занимает площадь 148,456 км². Плотность населения — 29,4 чел./км².

## История
Город основан 7 апреля 1965 года.

## Статистика
- Валовой внутренний продукт на 2003 составляет 30.784.440,00 реалов (данные: Бразильский институт географии и статистики).
- Валовой внутренний продукт на душу населения на 2003 составляет 7.432,27 реалов (данные: Бразильский институт географии и статистики).
- Индекс развития человеческого потенциала на 2000 составляет 0,751 (данные: Программа развития ООН).